# Mac-Cuill
Mac-Cuill o Mac Cuill es un dios de la mitología irlandesa. se trata de uno de los dioses que componían la trinidad adorada por los tuathadadan. Pertenece a los Tuatha Dé Danann y era hijo de Cermait, a su vez hijo de Dagda. Su nombre original era Éthur, que cambió por Mac Cuill por su dios, Coll. Estaba casado con Bamba.
Junto a sus hermanos, Mac Cecht y Mac Gréine, mató a Lug en venganza por la muerte de su padre. Los tres hermanos se convirtieron en altos reyes de Irlanda (High Kings of Ireland), mediante una soberanía rotatoria entre ellos, por la que cada uno la ostentaba durante el periodo de un año. Esta monarquía rotatoria se mantuvo entre 29 y 30 años, según las fuentes y fueron los últimos reyes de los Tuatha Dé Danann antes del advenimiento de los milesianos.